# 105 mm M101
L'obice 105 mm M2A1 (M101A1) è stato l'obice leggero standard per le forze armate degli Stati Uniti d'America nella seconda guerra mondiale venendo utilizzato in entrambi i teatri di operazioni: quello europeo e quello dell'Oceano Pacifico. Entrato in produzione nel 1941, venne subito impiegato operativamente nella guerra contro l'Esercito imperiale giapponese nel Pacifico dove si guadagnò una buona reputazione per la precisione e la potenza dei colpi. L'M101 utilizzava munizioni da 105 mm ad alto esplosivo (HE - high explosive) e aveva una gittata di 11 200 metri, che lo rendeva utile per il supporto di fuoco alla fanteria.

## Sviluppo
Dopo la prima guerra mondiale, l'US Army si ritrovò un esubero di cannoni francesi da 75 mm Mle. 1897. Infatti entrò in guerra quasi privo di artiglieria e dovette adottare l'arma francese, a cui successivamente fece modifiche come la coda doppia divaricabile e le ruote con pneumatici. La produzione di questi pezzi arrivò al suo massimo quando la guerra era finita e gli stock si rivelarono sovradimensionati. Dal 1919 iniziò a concretizzarsi un requisito per un obice da 105 mm più potente ed adatto del cannone campale da 75, ma i prototipi vennero realizzati solo 20 anni dopo.
L'obice M2 venne utilizzato durante tutta la successiva seconda guerra mondiale e fu in seguito esportato in almeno 67 paesi. Con gli Stati Uniti, vide anche l'impiego nella guerra di Corea e nella guerra del Vietnam.

## Utilizzatori
Venezuela
- Ejército Nacional de la República Bolivariana de Venezuela

in servizio al settembre 2018, ma in parte assegnati alla riserva.
 Brasile
Utilizzato dai Brasiliani della FEB Força Expedicionária Brasileira durante la Seconda guerra mondiale nel fronte appenninico tra Toscana ed Emilia Romagna